# Paris-Tours 2008
La 102e édition de la course cycliste Paris-Tours, inscrite à l'UCI Europe Tour (1.HC.), s'est déroulée le dimanche 12 octobre 2008 entre Saint-Arnoult-en-Yvelines et Tours, en France. Elle a été remportée par le Belge Philippe Gilbert (La Française des jeux).

## Contexte

### Invitations des équipes

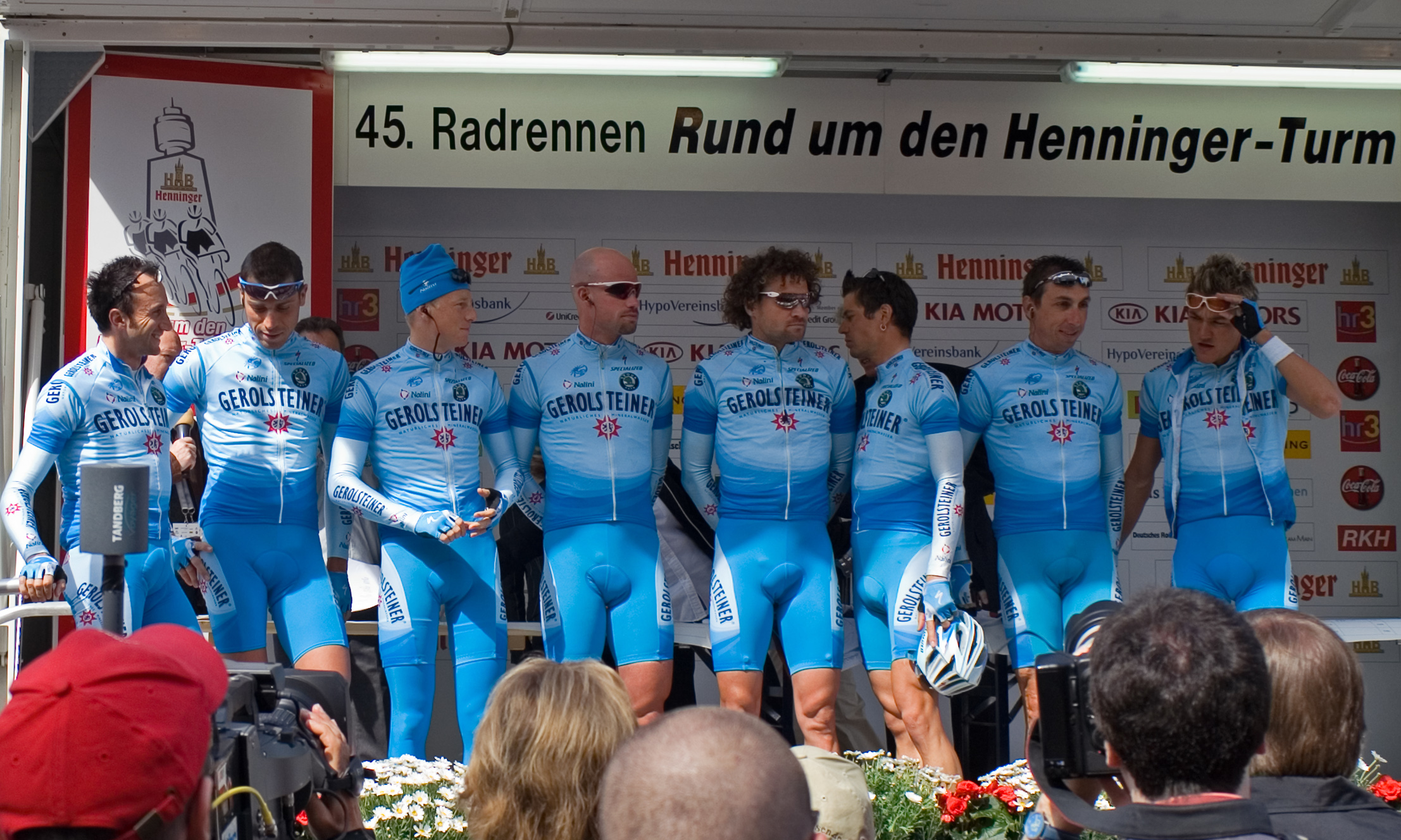
Gerolsteiner.

Le vainqueur sortant, Alessandro Petacchi et son équipe, LPR Brakes-Ballan, ont été récusés par l'organisateur : ASO, en raison du fait de ne pas s'être inscrit au programme de contrôle du passeport sanguin, ce qui a, de suite, manifesté le désir de boycott de l'épreuve par certains cyclistes. Deux autres formations continentales : Misubishi-Jartazi et Cycle Collstrop ont été interdites de départ pour la même raison. Cette dernière sera finalement invitée cinq jours plus tard, à la suite d'une vérification opérée par l'UCI. Vingt-trois équipes se présenteront donc au départ de Saint-Arnoult.
La course pourrait être la dernière de Gerolsteiner et de son manager, Hans-Michael Holczer, à la suite du contrôle positif à l'EPO CERA de Stefan Schumacher.

### Les sprinters

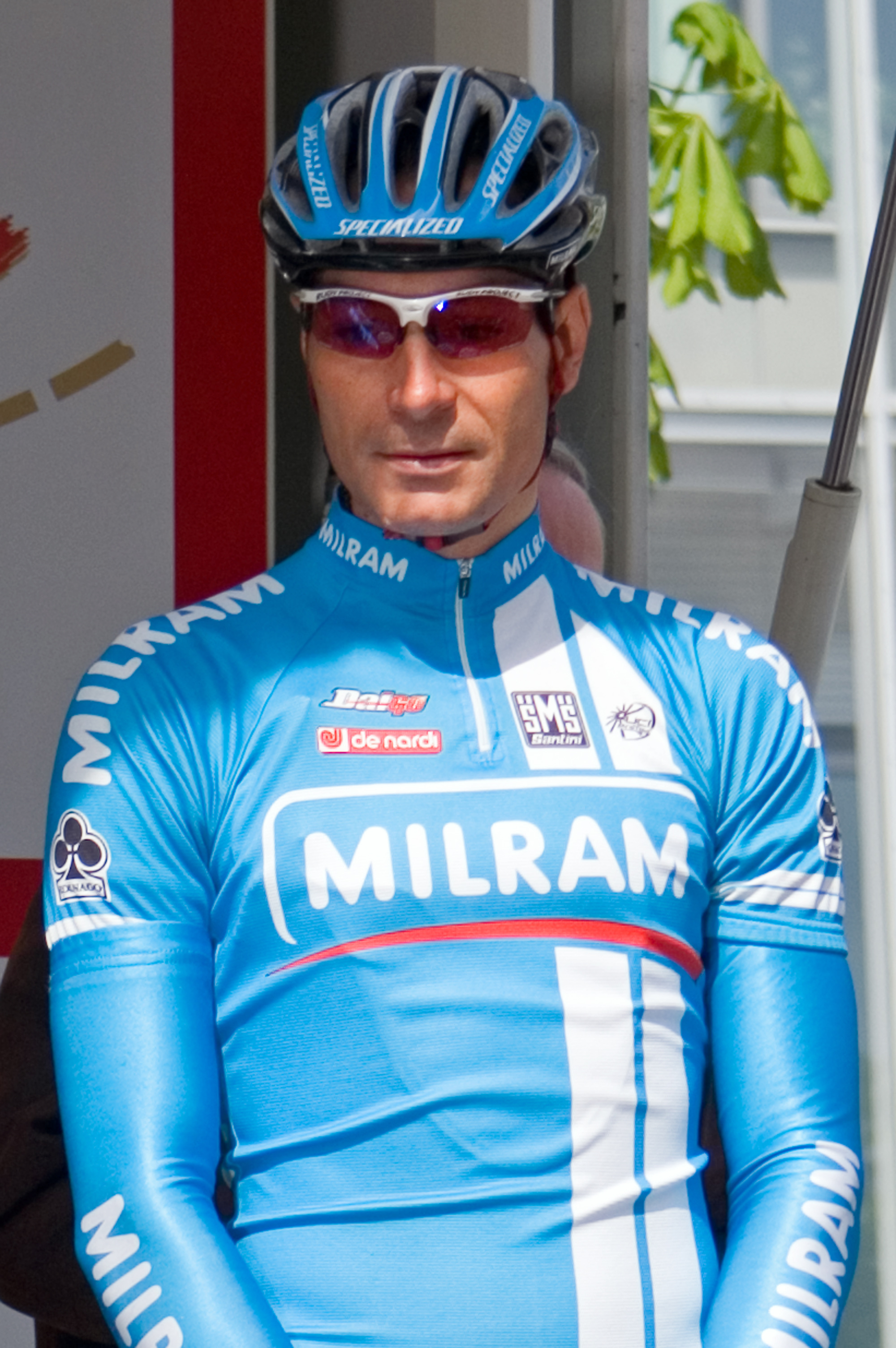
Erik Zabel.

Victime d'une glissade la semaine précédente au Circuit franco-belge, Tom Boonen, touché au poignet pourra, sur avis des médecins, prendre part à la course avec un bandage, le Belge s'était déjà blessé au même endroit lors de sa chute  à l'entraînement, avant les championnats du monde, en septembre. Il sera soutenu par son nouveau coéquipier, Allan Davis.

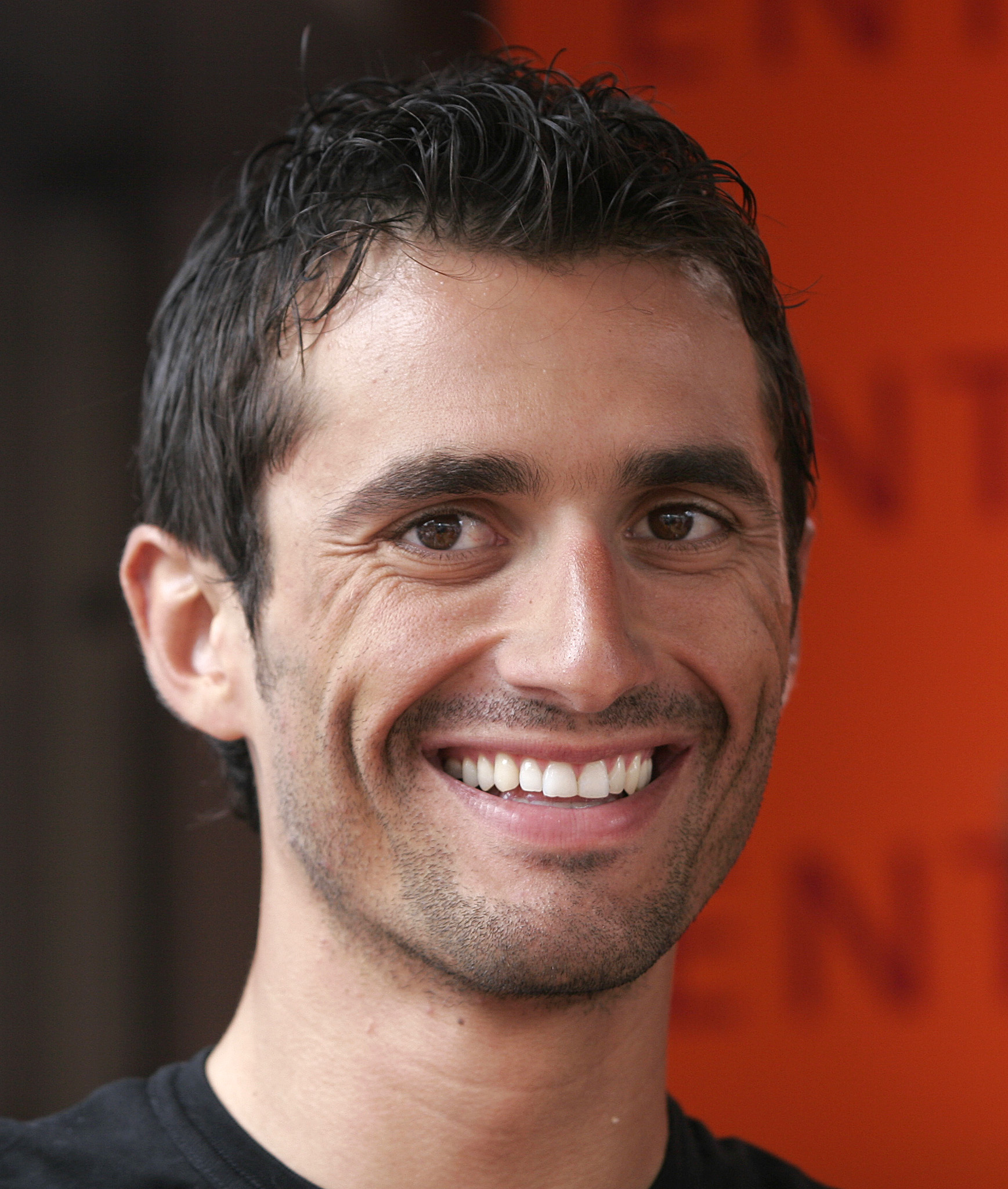
Daniele Bennati.

D'autres sprinters sont présents, comme Robbie McEwen qui porte pour la dernière fois le maillot de Silence-Lotto, bien encadré par ses jeunes lieutenants Greg Van Avermaet et Jürgen Roelandts, vainqueur de la course espoirs 2007. S'imposant sur trois étapes du Tour d'Italie, mais moins à l'aise sur les classiques, Daniele Bennati emmené par son coéquipier Francesco Chicchi, second l'an passé, pouvant également prétendre à un bon résultat, au même titre que les deux Gerolsteiner, Heinrich Haussler et Robert Förster. Erik Zabel fait lui ses adieux au monde du cyclisme sur route, après une longue carrière, sur une course qu'il s'est adjugé à trois reprises dans le passé,, il devra néanmoins faire face à Matti Breschel, vainqueur de la dernière étape du Tour d'Espagne, au Columbia, Bernhard Eisel, en force sur Paris-Bourges, jeudi dernier, au contraire de Gerald Ciolek, malade. Óscar Freire, Tyler Farrar, Sébastien Hinault et Mark Renshaw, tous deux chez Crédit agricole, José Joaquín Rojas, les deux AG2R La Mondiale, Alexander Usov accompagné du suisse, Martin Elmiger. Anthony Geslin, Jimmy Casper, Yauheni Hutarovich, Samuel Dumoulin, Sebastian Siedler, Kenny van Hummel, et Borut Božič ne doivent pas être sous-estimés en cas d'arrivée groupée.

### Les puncheurs

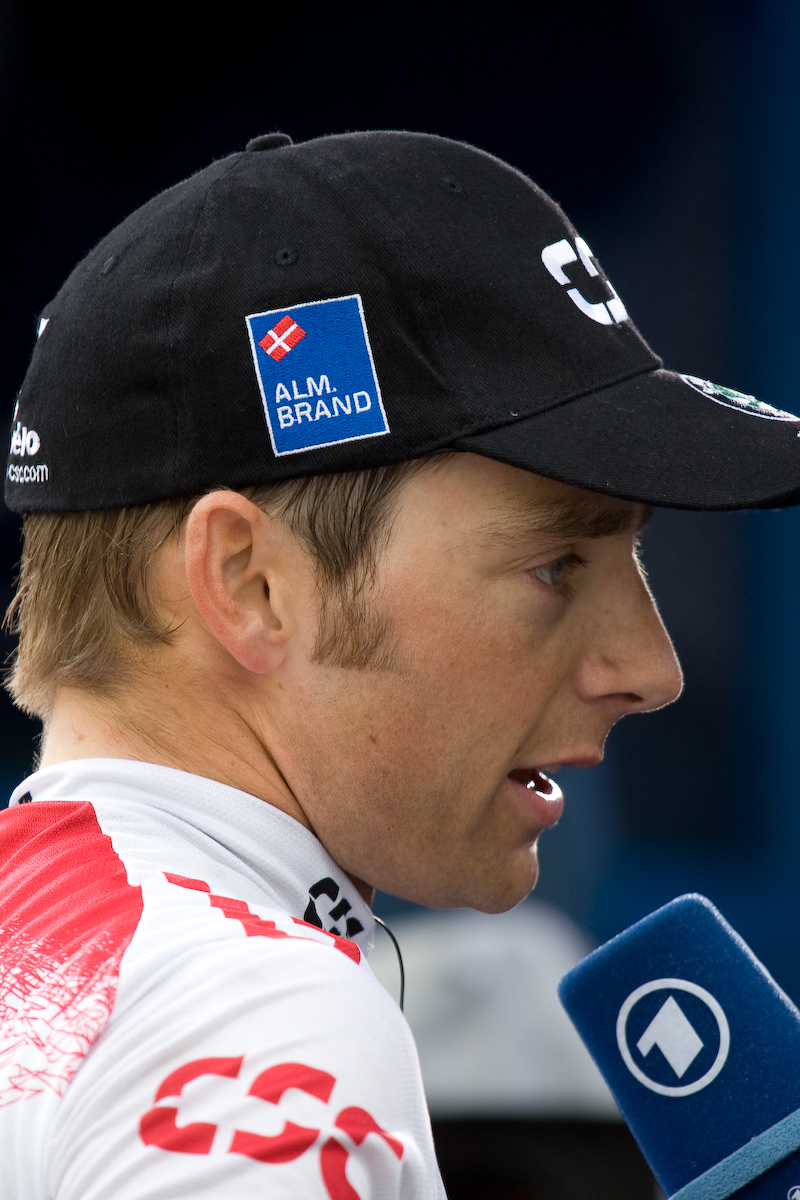
Karsten Kroon.

Le coureur français, Ludovic Turpin a été contraint de déclarer forfait pour cause de maladie, selon un communiqué de presse de Vincent Lavenu.
Comme chaque année, les puncheurs pourront tenter leur va-tout dans les dernières côtes de Crochu, de l'Épan, du Pont Volant, et du Petit Pas d'Âne, le récent champion du monde, Alessandro Ballan s'alignera au départ, tout comme les trois animateurs de la fin de l'édition précédente : Philippe Gilbert, qui quitte Marc Madiot après six ans passés dans son équipe, Filippo Pozzato et le néerlandais, Karsten Kroon. Le champion olympique, Samuel Sánchez, Thomas Voeckler, Nick Nuyens, Frédéric Guesdon, vainqueur en 2006, Stijn Devolder, ayant remporté la kermesse de Zele, Juan Antonio Flecha, s'étant imposé au Circuit franco-belge, Kurt Asle Arvesen, Markus Zberg, et Marcus Burghardt sont également susceptibles de s'échapper dans le final de l'épreuve.

## Parcours

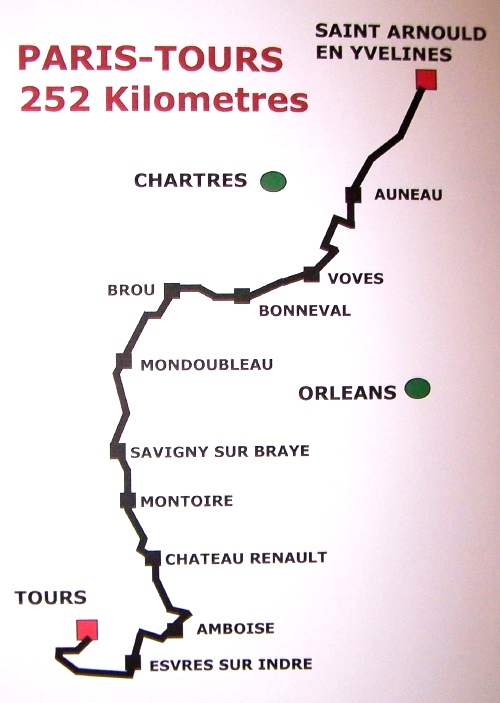
Carte du parcours.

Comme chaque année, la course prend son envol de Saint-Arnoult-en-Yvelines, et file sur les plaines de la Beauce dans la première partie de course, la première difficulté significative est l'Estrivède, aux portes de La Ville-aux-Clercs, avant de franchir le ravitaillement à Vendôme, nouveauté dans le parcours par rapport à l'édition précédente.
Alors que les coureurs entreront dans le département d'Indre-et-Loire, deux nouvelles montées se présenteront avant les localités de Cangey et Amboise, il restera alors une soixantaine de kilomètres à parcourir.
Viendra ensuite, la première des quatre côtes situées en fin de course : avec celle de Crochu, son sommet étant jugé à la borne numéro 225.
Après avoir traversé Ballan-Miré, les côtes de l'Épan, du Pont Volant, et du Petit Pas d'Âne marqueront la fin de l'épreuve, avant d'arriver sur la « plus longue avenue du monde » (2,5 kilomètres), dite de Grammont, où sera jugé l'arrivée, dans la ville de Tours, terme de la « Classique des lévriers ».

## Récit de la course
L'échappée matinale se dessine au kilomètre sept, Sébastien Delfosse attaque en compagnie de Lucas Euser, Cyril Lemoine, et Tom Veelers, le peloton laisse partir et permet à David Zabriskie de rejoindre le quatuor, l'avance des cinq hommes ira jusqu'à dépasser les dix minutes.
Au pied de la côte de Crochu, le groupe de tête éclate : seul Lemoine parvient à résister durant un moment avant d'être repris par dix coureurs ayant accéléré entretemps, Thomas Voeckler, Franck Renier, Markus Zberg, Tony Martin, Maarten Tjallingii, Mirco Lorenzetto, Manuel Quinziato, Arnaud Coyot, Kasper Klostergaard et Steven Cozza.

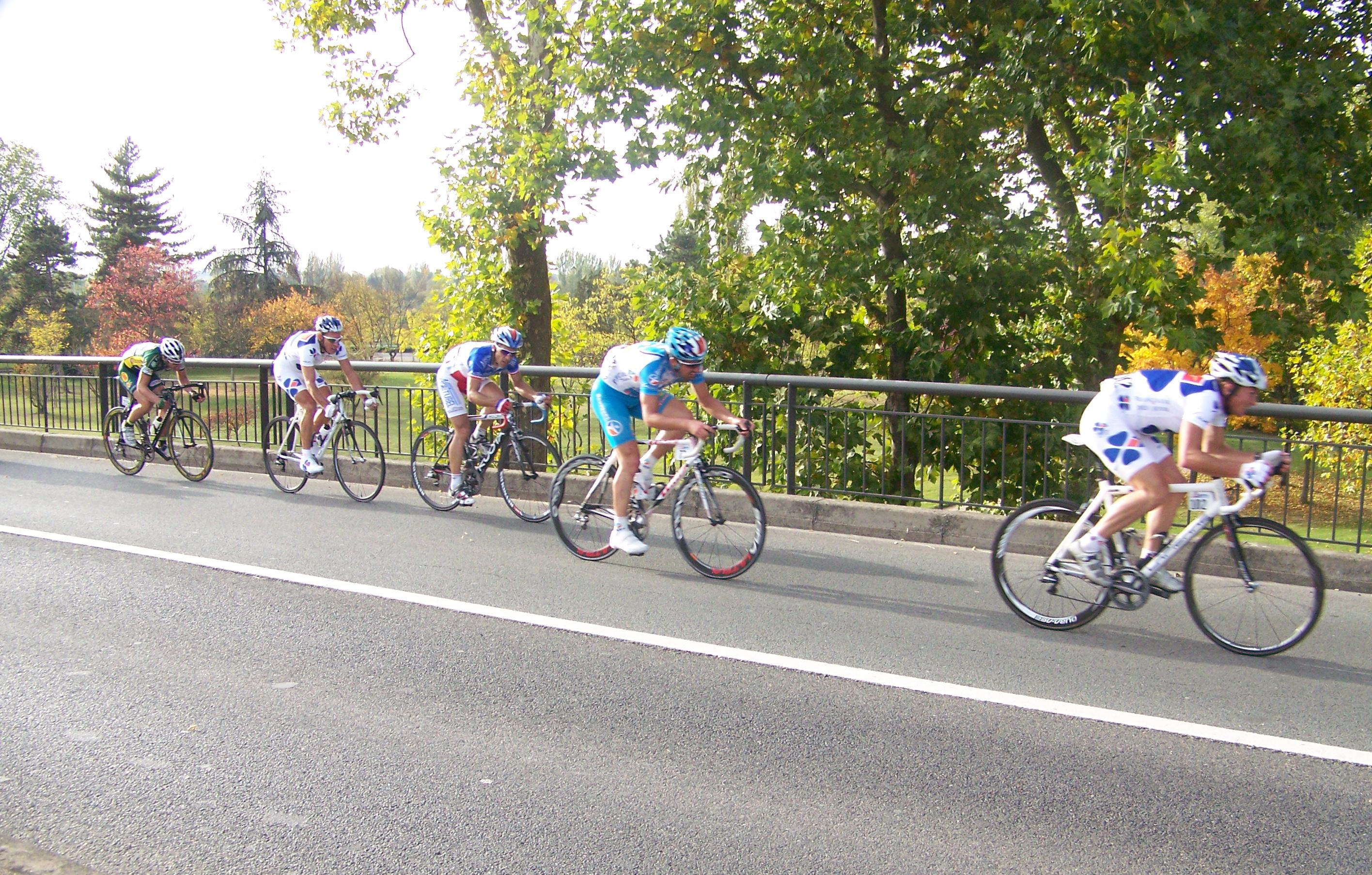
Mickaël Delage emmenant Sébastien Turgot, Nicolas Vogondy, le futur vainqueur, Philippe Gilbert et Jan Kuyckx, à trois kilomètres de l'arrivée.

À dix-sept kilomètres de l'arrivée, le groupe est à nouveau désorganisé et avalé par le peloton avant la côte de l'Épan, où Mickaël Delage, Nicolas Vogondy, Sébastien Turgot, et Jan Kuyckx sortent à leur tour, des attaques ont lieu dans le peloton qui explose et se casse en plusieurs parties, et Filippo Pozzato bondit avec Óscar Freire et Philippe Gilbert dans sa roue.  Ce dernier contre puissamment et va rejoindre le groupe de tête dans la petite descente où Delage se sacrifie pour son coéquipier sur l'Avenue de Grammont où un peloton d'une vingtaine de coureurs se trouve en chasse derrière. Vogondy est le premier à lancer le sprint, trop tôt puisqu'il est dépassé par Philippe Gilbert qui tient le bon bout résistant au retour de son compatriote Kuyckx et de Turgot qui frappe son vélo du poing,,,,,,,,,,.
C'est la dernière victoire du coureur originaire d'Aywaille sous le maillot de La Française des jeux, avec Marc Madiot, puisqu'il évoluera dans la formation Silence-Lotto, la saison prochaine, tout comme Mickaël Delage. Celui qui est surnommé par ses fans, « Phil », avait déjà échoué à trois et huit cents mètres de la ligne lors des éditions 2005 et 2007, tandis qu'en 2006 (treizième), il s'était mis au service de son coéquipier Guesdon, victorieux cette année-là. Il succède à Petacchi, qui remporte de son côté le Grand Prix Bruno Beghelli.

## Classement final[41]
| 1.  | Philippe Gilbert | La Française des jeux           | en | 5 h 47 min 43 s |
| 2.  | Jan Kuyckx       | Landbouwkrediet - Tönnissteiner | +  | m.t.            |
| 3.  | Sébastien Turgot | Bouygues Telecom                | +  | m.t.            |
| 4.  | Nicolas Vogondy  | Agritubel                       | +  | m.t.            |
| 5.  | Tyler Farrar     | Garmin Chipotle                 | +  | 4 s             |
| 6.  | Robbie McEwen    | Silence-Lotto                   | +  | m.t.            |
| 7.  | Erik Zabel       | Team Milram                     | +  | m.t.            |
| 8.  | Daniele Bennati  | Liquigas                        | +  | m.t.            |
| 9.  | Kristof Goddaert | Topsport Vlaanderen             | +  | m.t.            |
| 10. | Tom Boonen       | Quick Step - Innergetic         | +  | m.t.            |

179 coureurs au départ, 175 à l'arrivée.

## Liste des participants[42]
| Lampre | Liquigas | Rabobank |
| - 01. Alessandro Ballan - 02. Emanuele Bindi - 03. Matteo Bono - 04. Andrea Grendene - 05. Roberto Longo - 06. David Loosli - 07. Mirco Lorenzetto - 08. Mauro Santambrogio           | - 11. Daniele Bennati - 12. Maciej Bodnar - 13. Francesco Chicchi - 14. Claudio Corioni - 15. Mauro Da Dalto - 16. Aliaksandr Kuschynski - 17. Filippo Pozzato - 18. Manuel Quinziato             | - 21. Óscar Freire - 22. Bram de Groot - 23. Marc de Maar - 24. Juan Antonio Flecha - 25. Rick Flens - 26. Pedro Horrillo - 27. Gerben Löwik - 28. Jos van Emden                           |
| Quick Step-Innergetic | Silence-Lotto | AG2R La Mondiale |
| - 31. Tom Boonen - 32. Wilfried Cretskens - 33. Allan Davis - 34. Stijn Devolder - 35. Kevin Hulsmans - 36. Sébastien Rosseler - 37. Wouter Weylandt - 38. Matteo Tosatto             | - 41. Robbie McEwen - 42. Glenn D'Hollander - 43. Olivier Kaisen - 44. Jürgen Roelandts - 45. Bert Roesems - 46. Roy Sentjens - 47. Maarten Tjallingii - 48. Greg Van Avermaet                    | - 51. Cédric Pineau - 52. Renaud Dion - 53. Martin Elmiger - 54. Laurent Mangel - 55. Lloyd Mondory - 56. Stéphane Poulhiès - 57. Nicolas Rousseau - 58. Alexandre Usov                    |
| Crédit agricole | Bouygues Telecom | Agritubel |
| - 61. William Bonnet - 62. Sébastien Hinault - 63. Jonathan Hivert - 64. Cyril Lemoine - 65. Gabriel Rasch - 66. Mark Renshaw - 67. Julien Simon - 68. Yannick Talabardon             | - 71. Anthony Geslin - 72. Giovanni Bernaudeau - 73. Aurélien Clerc - 74. Erki Pütsep - 75. Perrig Quéméneur - 76. Franck Renier - 77. Sébastien Turgot - 78. Thomas Voeckler                     | - 81. Nicolas Vogondy - 82. Steven Caethoven - 83. Jimmy Casper - 84. Cédric Coutouly - 85. Kevyn Ista - 86. David Le Lay - 87. Geoffroy Lequatre - 88. Anthony Ravard                     |
| Team Milram | La Française des jeux | Cofidis |
| - 91. Erik Zabel - 92. Andriy Grivko - 93. Brett Lancaster - 94. Enrico Poitschke - 95. Fabio Sabatini - 96. Sebastian Schwager - 97. Martin Velits - 98. Marco Velo                  | - 101. Philippe Gilbert - 102. Mickaël Delage - 103. Timothy Gudsell - 104. Frédéric Guesdon - 105. Yauheni Hutarovich - 106. Matthieu Ladagnous - 107. Guillaume Levarlet - 108. Jelle Vanendert | - 111. Nick Nuyens - 112. Alexandre Blain - 113. Florent Brard - 114. Samuel Dumoulin - 115. Yann Huguet - 116. Sébastien Minard - 117. Staf Scheirlinckx                                  |
| Topsport Vlaanderen | Gerolsteiner | Euskaltel-Euskadi |
| - 121. Jan Bakelants - 122. Johan Coenen - 123. Kristof Goddaert - 124. Serge Pauwels - 125. Sven Renders - 126. Kristof Vandewalle - 127. Frederik Veuchelen - 128. Preben Van Hecke | - 131. Markus Fothen (A) - 132. Heinrich Haussler - 133. Sven Krauss - 134. Sebastian Lang (A) - 135. Peter Wrolich - 136. Markus Zberg - 137. Oscar Gatto                                        | - 141. Samuel Sánchez - 142. Josu Agirre - 143. Javier Aramendia - 144. Aitor Hernández Gutiérrez - 145. Markel Irizar - 146. Íñigo Landaluze - 147. Alan Pérez Lazaun - 148. Iván Velasco |
| Caisse d'Épargne | Team CSC-Saxo Bank | Skil-Shimano |
| - 151. Anthony Charteau - 152. Arnaud Coyot - 153. Mathieu Drujon - 154. Imanol Erviti - 155. Pablo Lastras - 156. Daniel Moreno - 157. José Joaquín Rojas - 158. Rigoberto Urán      | - 161. Kurt Asle Arvesen - 162. Matti Breschel - 163. Juan José Haedo - 164. Kasper Klostergaard - 165. Karsten Kroon - 166. Marcus Ljungqvist - 167. Anders Lund                                 | - 171. Sebastian Siedler - 172. Fumiyuki Beppu - 173. Roy Curvers - 174. David Deroo - 175. Piet Rooijakkers - 176. Albert Timmer - 177. Kenny van Hummel - 178. Tom Veelers               |
| Tinkoff Credit Systems | Team Columbia | Garmin Chipotle |
| - 181. Pavel Brutt - 182. Ilya Chernetsky - 183. Nikita Eskov - 184. Mikhail Ignatiev - 185. Alexander Khatuntsev - 186. Bernardo Riccio (A) - 187. Ivan Rovny - 188. Alexander Serov | - 191. Bernhard Eisel (A) - 192. Gert Dockx - 193. Roger Hammond - 194. Andreas Klier - 195. Servais Knaven - 196. Tony Martin - 197. Vicente Reynés                                              | - 201. Tyler Farrar - 202. Steven Cozza - 203. Tom Danielson - 204. Lucas Euser - 205. Michael Friedman - 206. Martijn Maaskant - 207. Christian Meier - 208. David Zabriskie              |
| Landbouwkrediet-Tönissteiner | Cycle Collstrop | |
| - 211. David Boucher - 212. Frédéric Amorison - 213. Dirk Bellemakers - 214. Sébastien Delfosse - 215. Jan Kuyckx - 216. Kevin Neirynck - 217. Bert Scheirlinckx - 218. Nico Sijmens  | - 221. Borut Božič - 222. Bastiaan Giling - 223. Marco Marcato - 224. Lucas Persson - 225. Matthé Pronk - 226. Raynold Smith (NP) - 227. Gil Suray - 228. Troels Vinther                          | |

Légende : A : abandon ; NP : non-partant.